# Azorella nivalis
Azorella nivalis är en växtart i släktet Azorella och familjen flockblommiga växter.
Arten är en liten buske som förekommer i centrala och södra Chile och västra Argentina. Den beskrevs av Rodolfo Amando Philippi.